# Бахмутський коледж мистецтв імені Івана Карабиця
Бахмутський фаховий коледж культури і мистецтв імені Івана Карабиця — заклад вищої освіти II рівня акредитації в Бахмуті Донецької обл.

## Історія

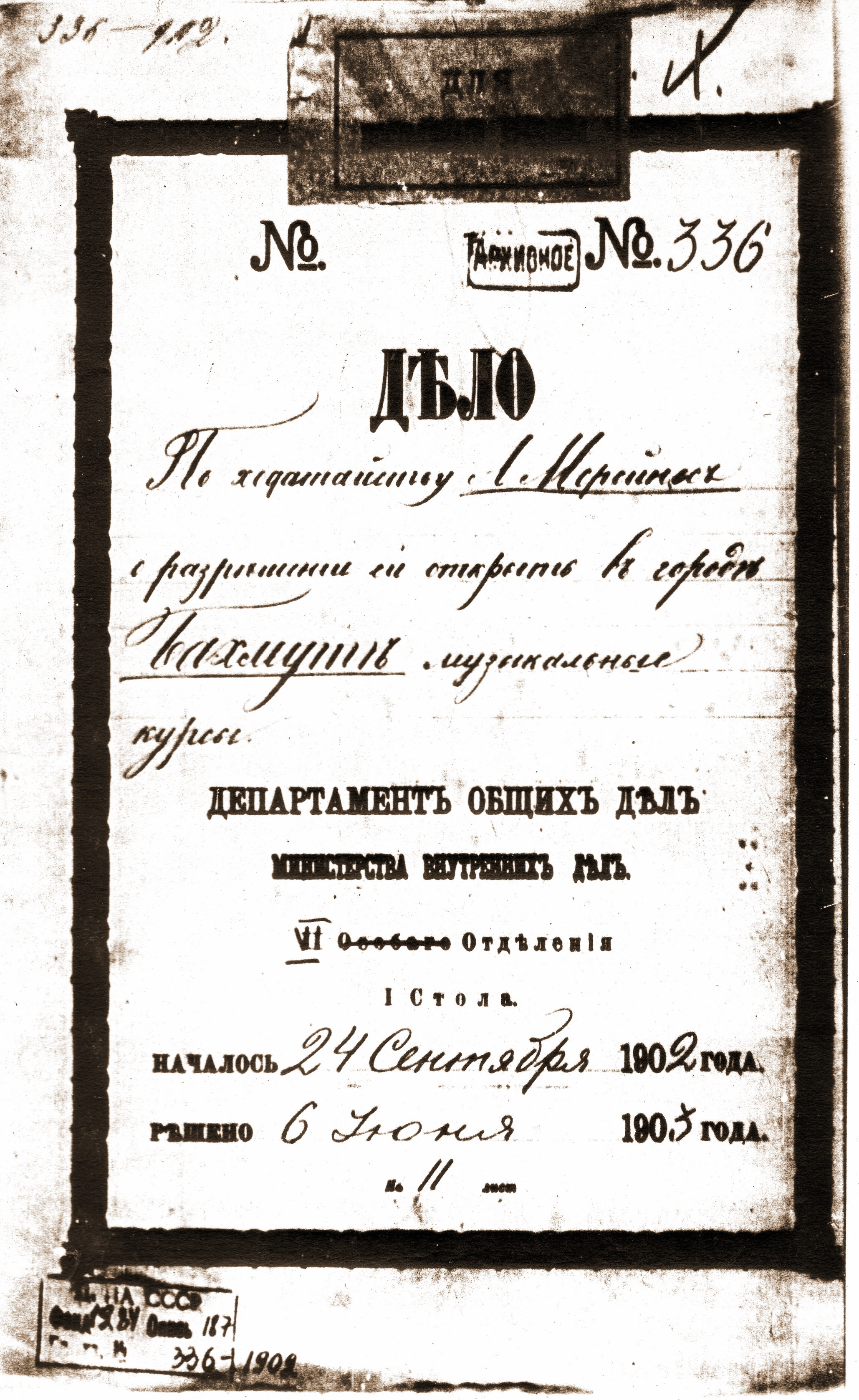
Титул справи про відкриття Музичних курсів Адель Мерейнес в місті Бахмут, з яких веде свою історію БКМ ім. І.Карабиця

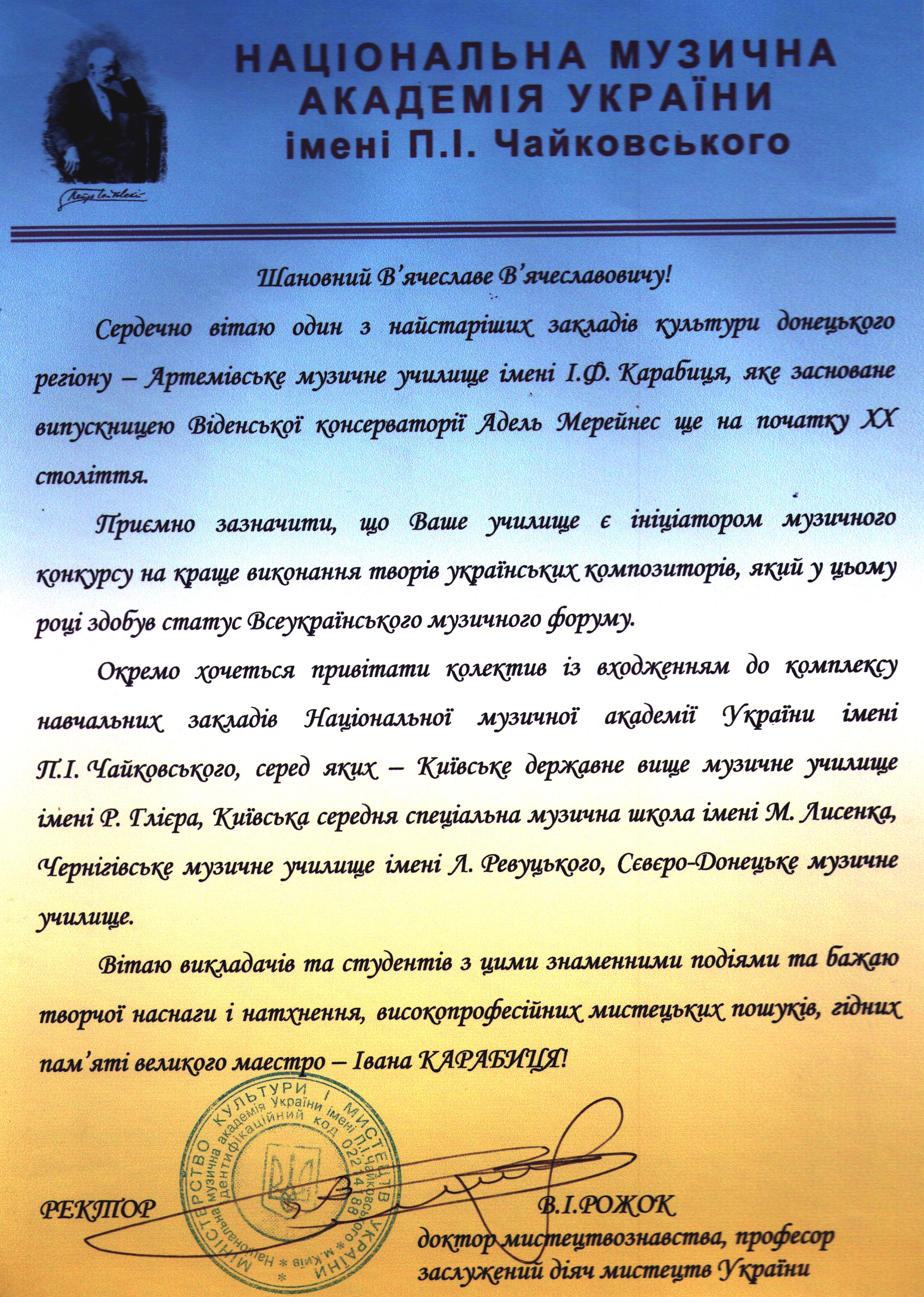
Лист-вітання НМАУ ім. П. І. Чайковського про входження до навчального комплексу НМАУ.

Засновано у 1903 році, коли в місті Бахмут, Єкатеринославської губернії за наказом Міністерства Внутрішніх Справ Російської імперії, було відкрито музичні курси випускницею Віденьської консерваторії Адель Мерейнес. 1926 року, через два роки після перейменування Бахмуту на Артемівськ, отримало статус музичного училища.
2004 року розпорядженням КМ № 66-р від 11.02.2004 закладу присвоєно ім'я Івана Карабиця — українського композитора, випускника цього закладу. 2008 року рішенням наукової ради НМАУ ім. П. І. Чайковського заклад включено до навчального комплексу цієї академії. Після повернення місту історичної назви (2016), «Артемівське музичне училище ім. І.Карабиця» перейменоване у Вищий навчальний заклад комунальної форми власності «Бахмутський фаховий коледж культури і мистецтв імені Івана Карабиця»

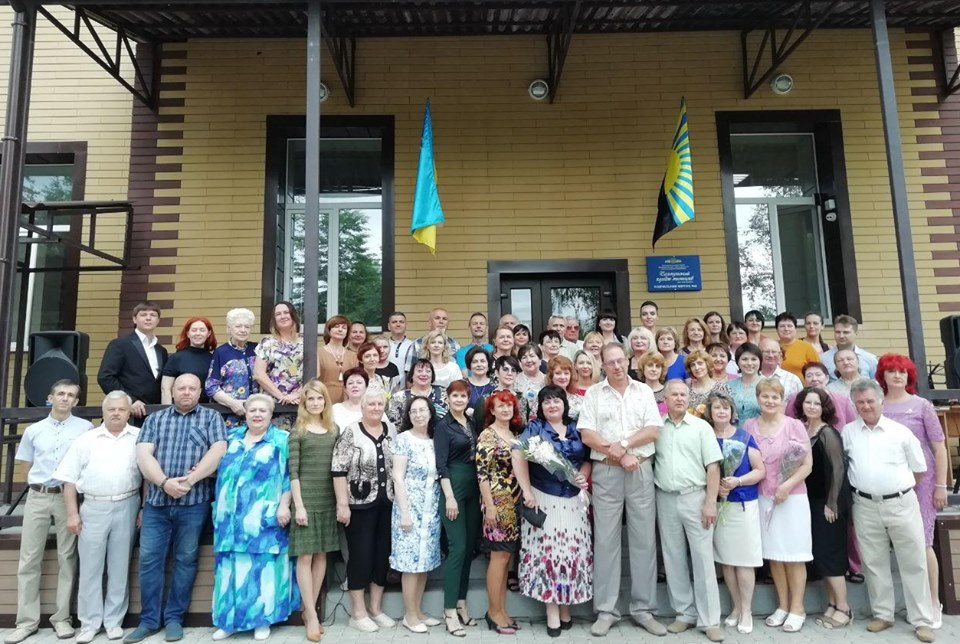
Педагогічний колектив БФККМ ім. І.Карабиця

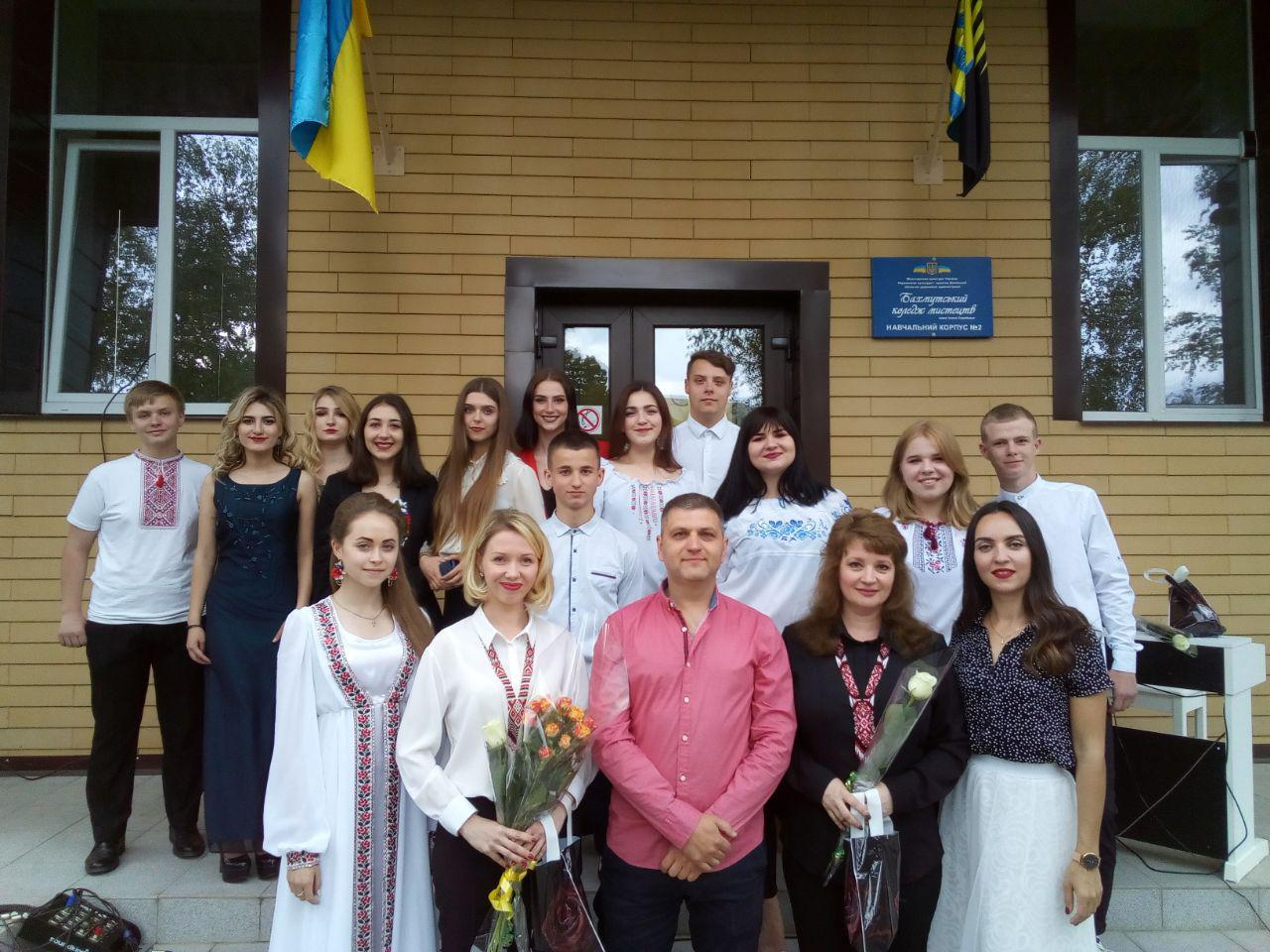
Студенти та викладачі ПЦК "Естрадний спів" БФККМ ім. І.Карабиця

БФККМ ім. І.Карабиця готує фахівців для Національної Музичної академії України ім. П.Чайковського, Київського Національного університету культури і мистецтв, Одеської Національної музичної академії ім. А.Нежданової, Харківського Національного університету мистецтв ім. І.Котляревського, Луганського Національного університету ім. Т.Шевченка тощо. Випускники коледжу на 100 % забезпечуються працевлаштуванням в мистецькій галузі України.
З 2005 року директор закладу — Паржицький Вячеслав Вячеславович
З осені 2022 року із наближенням до міста російських окупантів заклад евакуйовано до Кам'янця-Подільського. В грудні 2022 року в ході артилерійського обстрілу міста росіянами будівля коледжу була частково зруйнована - знищено концертну і спортивну зали.

## Випускники й гості
Серед відомих випускників цього закладу — композитор Іван Карабиць, ім'я якого коледж носить з 2004 року, співак та композитор Євген Мартинов, композитор Микола Стецюн, солістки Одеської філармонії, Народна артистка України доцент Одеської музичної академії ім. А. В. Нєжданової Лариса Стадніченко (Усенко) та професор ОДМА ім. А. В. Нєжданової, Заслужена артистка України Наталія Ютеш, Народна артистка України Євгенія Черказова, Заслужений діяч мистецтв України, Професор ЛНУ ім. Т.Шевченка Інна Сташевська, академік Російської академії природознавства, професор Ростовської державної консерваторії Олександр Селицький, професор ДДГУ Анатолій Роздимаха, професори ДДМА ім. С.Прокоф'єва Віктор Олійник, Тетяна Рязанцева, Вадим Алендарьов, Валерій Авєрін, письменник та поетеса Тетяна Куштєвська, також Юрій Мартинов, естрадний композитор Сергій Бондаренко, Ігор Демарін, Інеш (Кдирова), відомі актори та оперні співаки Віталій Власов та Микола Ворвулєв, композитор військових маршів Сергій Войтюк, виконавець та композитор Артем Нижник, Заслужений діяч естрадного мистецтва України Денис Глущенко, Заслужений артист України Всеволод Шекіта, кларнетист Микола Герасименко, кларнетист Володимир Путря, диригент та заслужений діяч мистецтв України Дяченко Олександр Миколайович та багато ін.их.
Сцена Бахмутського коледжу мистецтв приймала видатних митців Натана Рахліна, Миколу Стецюна та Кирила Карабиця (диригували симфонічним та народним оркестрами коледжу), Народних артистів Ксенію Георгіаді, Людмилу Сенчіну, Фемія Мустафаєва, Анатолія Капустіна, Григорія Когана тощо.

## Заходи
БФККМ ім. І.Карабиця традиційно проводить:
- Обласну Школу педагогічної майстерності (теоретичну та практичну частини);
- Конкурси «Бахмутська весна»[3] для учнів мистецьких шкіл Донецької області за спеціалізаціями «Вокал», «Фортепіано», «Струнні інструменти», «Духові та ударні інструменти», «Народні інструменти», «Теорія музики»;
- Конкурс «Paleterum» [4] для викладачів теорії музики мистецьких шкіл Донецької області;
- Відкритий конкурс української фортепіанної та вокальної музики імені Івана Карабиця [5] для студентів мистецьких ВНЗ України та інших держав;
- Фестиваль пам'яті Євгена Мартинова [6];
- Курси підвищення кваліфікації [7] викладачів мистецьких шкіл Донецької області.

## Спеціалізації
Готуються фахівці з вищою освітою за спеціальностями:
024 "Хореографія"
Освітня програма "Народна хореографія"
025 "Музичне мистецтво"
Освітні програми:
- фортепіано;
- оркестрові струнні інструменти;
- оркестрові духові та ударні інструменти;
- народні інструменти;
- Естрадний спів;
- Хорове диригування;
- Теорія музики.

## Творчі колективи
- Симфонічний оркестр;
- Духовий оркестр;
- Оркестр народних інструментів;
- Камерний оркестр;
- Ансамбль скрипалів;
- Студентський академічний хор;
- Естрадний хор.

Позанавчальні творчі колективи:
- Камерний оркестр «Consonance»;
- Ансамбль народних інструментів «Концертіно»;
- Драм-бенд «Tac-ton»;

## Предметно-циклові комісії
- Циклова комісія "Хореографічні дисципліни"
- Циклова комісія «Фортепіано» [8], існує з дня створення закладу. Завдяки високому професіоналізму викладачів - студенти постійні переможці фестивалів та конкурсів різного рівня, серед яких міжнародні конкурси в Україні, Чехії, Польщі та ін.

Саме викладачами комісії започатковано проведення з 2002 року Відкритого конкурсу української фортепіанної музики ім. І. Карабиця. Участь в роботі журі якого брали Мирослав Скорик, Юрій Кот, Ірина Олексійчук, Володимир Дайч, Андрій Сікорський та інші. З 2018 року до конкурсу включено категорію «Вокал».
- Циклова комісія «Оркестрові струнні інструменти» [8] охоплює класи скрипки, віолончелі та контрабасу, відкриті з перших років існування навчального закладу викладачами П.Баєвським, П.Кнюпфер, С.Ямпольським та Я.Мадорським. На базі ПЦК «Оркестрові струнні інструменти» існують: симфонічний оркестр, камерний оркестр, яким довгі роки керувала провідна скрипалька Донецької області Ніла Казанкова, камерний оркестр «Consonance» (Лауреат конкурсу The Bridges of Paris (Париж, Франція)), камерні ансамблі тощо.
- Циклова комісія «Оркестрові духові та ударні інструменти» [8], існує з дня створення закладу.. Ініціаторами її відкриття стали Яков Мадорський (мідні духові інструменти) та Микола Щирий (дерев'яні духові інструменти). В різні роки відділом керували провідні викладачі училища Олександр Головко, Борис Ландарь, В'ячеслав Паржицький, Генадій Плєшаков, Володимир Путря, Юрій Дудкін, Олександр Дорофєєв та інші. Духовий оркестр (керівник Юрій Дахновський) отримав І місце на Міжнародному конкурсі Caspi Art в Туреччині, колектив - почесний гість джаз-фестивалю "Джаз Коктебель" (Київ, 2019)
- Циклова комісія «Народні інструменти» [8]: розпочав свою діяльність у 1939 році, клас баяна було засновано в 1945 році. Перші викладачі класу баяна: Петро Мозговий, Стефан Тютюник, Олексій Медяник та Іван Медяник, Анатолій Голубков. Клас домри було відкрито у 1953 році. Перші викладачі — Тетяна Ландарь, Микола Кушнір. Клас балалайки заснував Іван Горін в 1957 році.Клас акордеона відкрито у 1958 році Борисом Масляниковим. Клас гітари функціонує з 1995 року, клас бандури з 1994 року. З 30-х років ХХ сторіччя веде діяльність оркестр народних інструментів.
- Циклова комісія «Хорове диригування» [9] відновила діяльність у 2006 році після 25-річної перерви. Першим головою після відновлення діяльності стала Любов Крупська. Хор коледжу — переможець Всеукраїнських конкурсів, Лауреат І премії Міжнародного конкурсі Caspi Art в Туреччині На базі відділу створено й створюється велика чисельність вокальних ансамблів різного напрямку: від академічного, народного, духовного до сучасного естрадного. З 2019 року входить до Предметно-циклової комісії "Вокально-хорові дисципліни".
- Циклова комісія «Теорія музики» [8] є центром методичної роботи навчального закладу. На її базі функціонують - кабінет української музики, кабінет світової музичної літератури, кабінет музично-теоретичних дисциплін. Викладачі відділу — постійні конферансьє концертних заходів коледжу. З 2016 року ПЦК «Музично-теоретичні дисципліни» знов, після 1981 року, здійснює набір абітурієнтів на здобуття освіти за спеціальністю «Теорія музики». Першим головою після відновлення діяльності стала Олександра Погорелова.Спеціалізація «Естрадний спів» [9] відкрито з 2016—2017 навчального року. Першим головою Предметно-циклової комісії стала Лауреат Міжнародних конкурсів Ольга Петух. Успіхи студентів коледжу відбулися на конкурсах та фестивалях різних рівнів: Міжнародному конкурсі "Музика кохання" в Дніпрі, "Голос країни" (Київ), "Kharkiv international song forum", "Дніпровські хвилі" (Дніпро), конкурсах в містах Львів, Київ тощо. Саме студенти ПЦК "Естрадний спів" презентували заклад на обласному святі до Дня Європи, численних міських, обласних та Всеукраїнських заходах.  З 2019 року входить до Предметно-циклової комісії "Вокально-хорові дисципліни".
- Циклова комісія "Естрадний спів"
- "Загальноосвітні, гуманітарні та соціально-економічні дисципліни" [10]

## Галерея

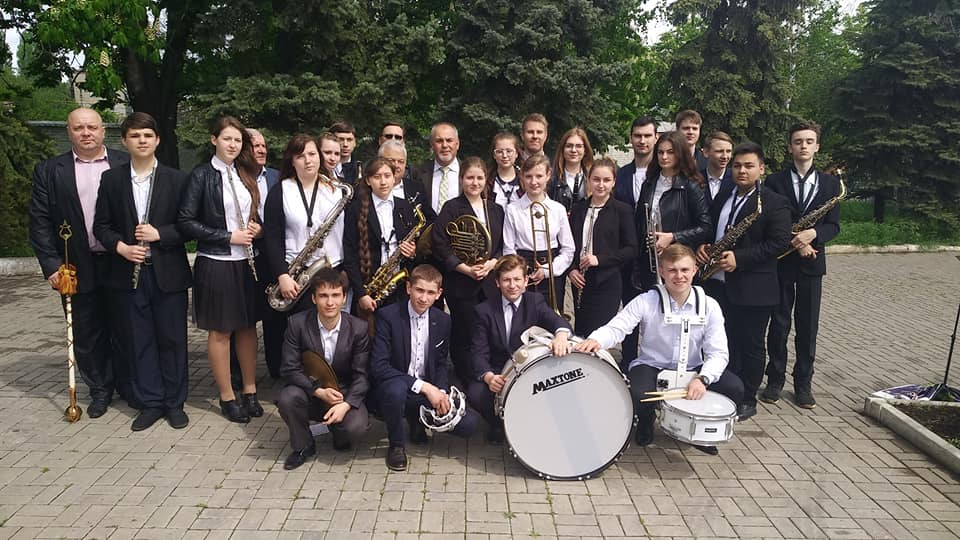
Духовий оркестр БКМ ім. І.Карабиця
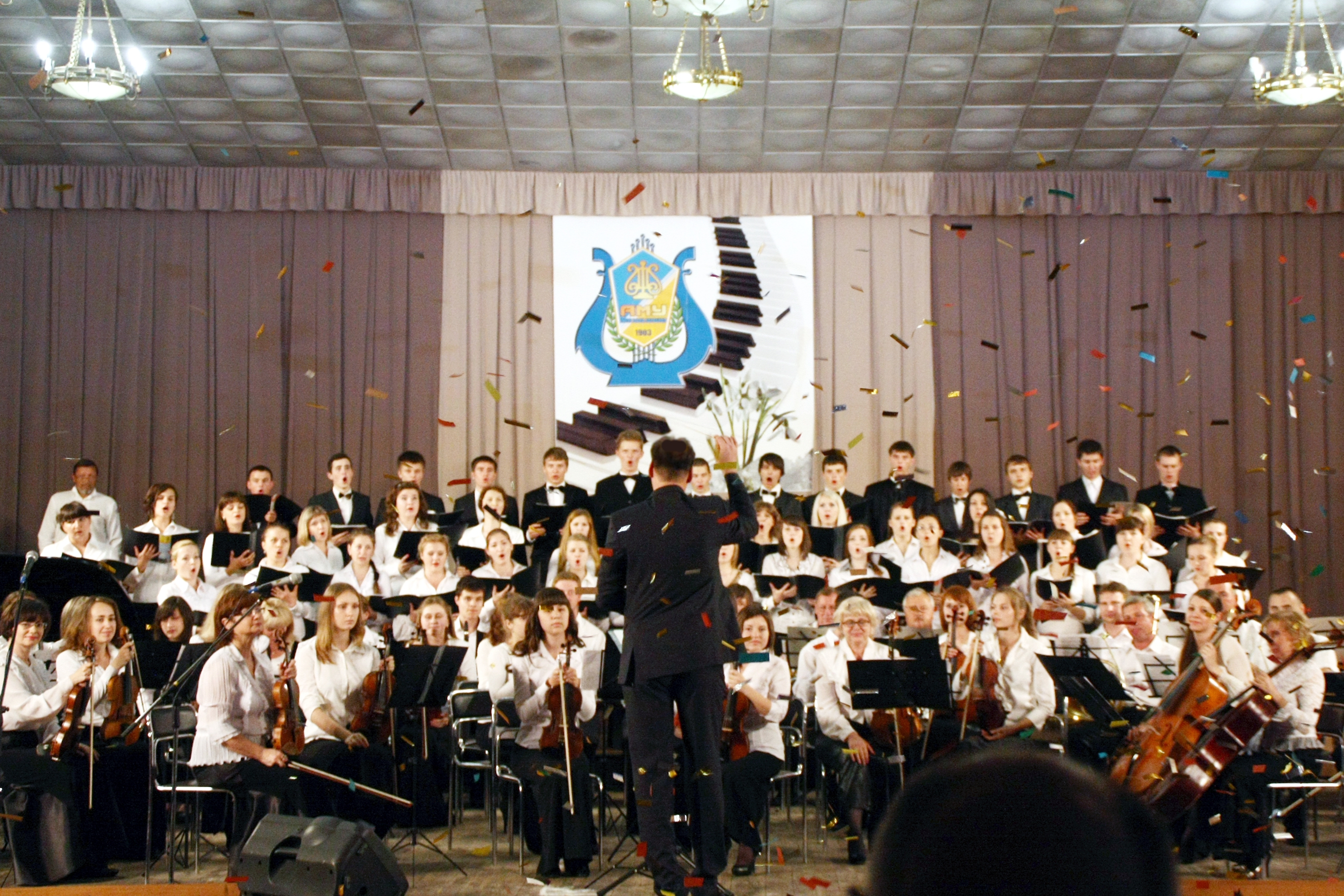
Симфонічний оркестр та хор БКМ ім. І.Карабиця
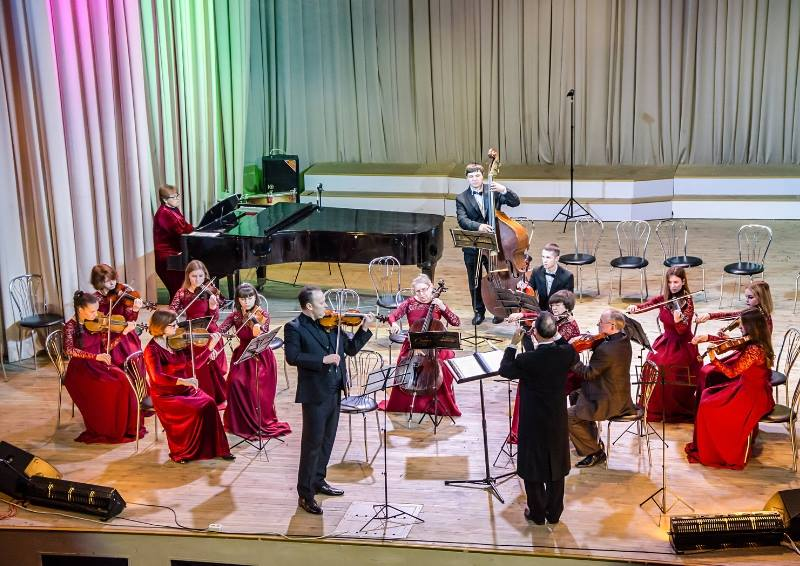
Камерний оркестр БКМ ім. І.Карабиця
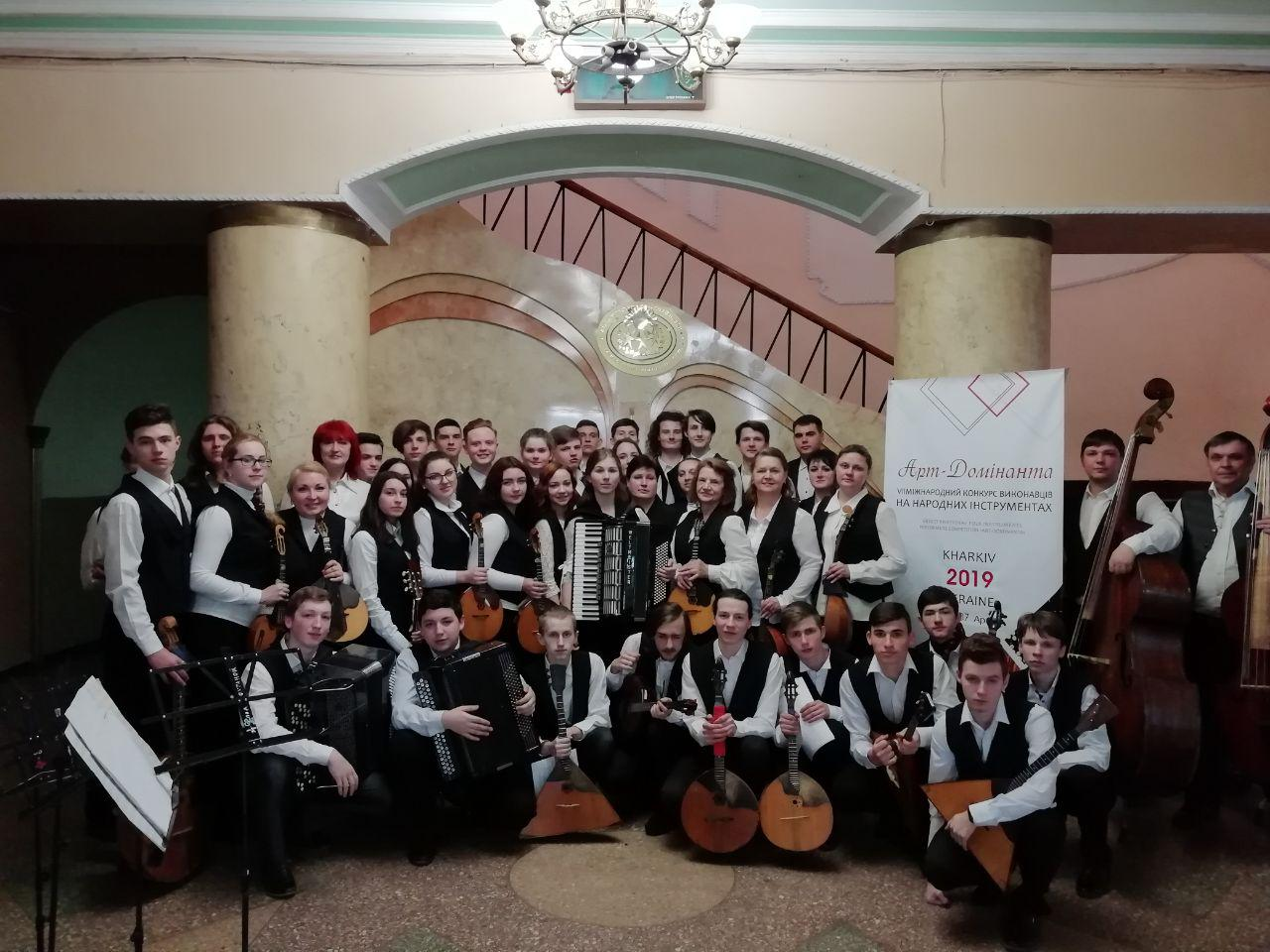
Оркестр народних інструментів БКМ ім. І.Карабиця
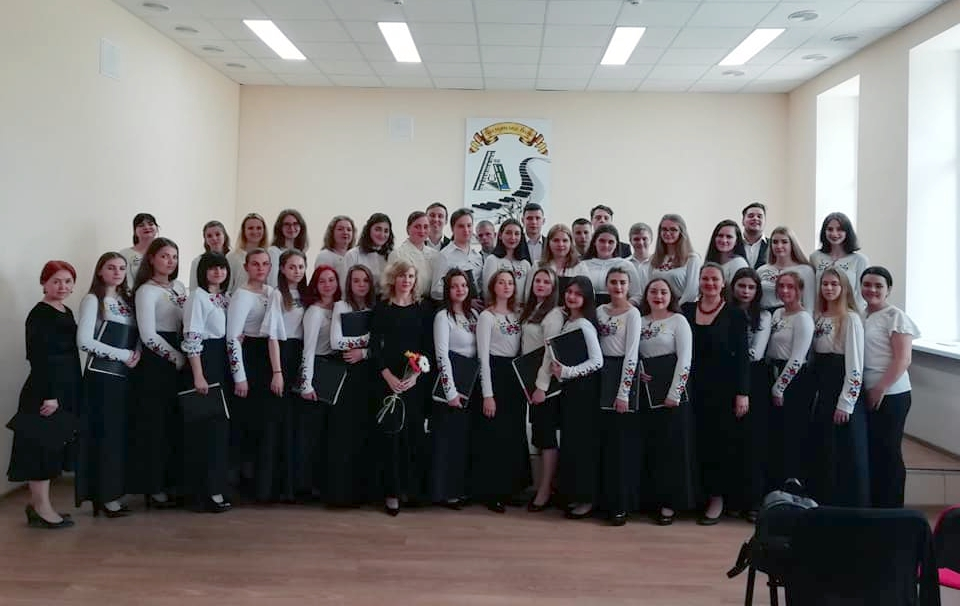
Студентський хор БКМ ім. І.Карабиця
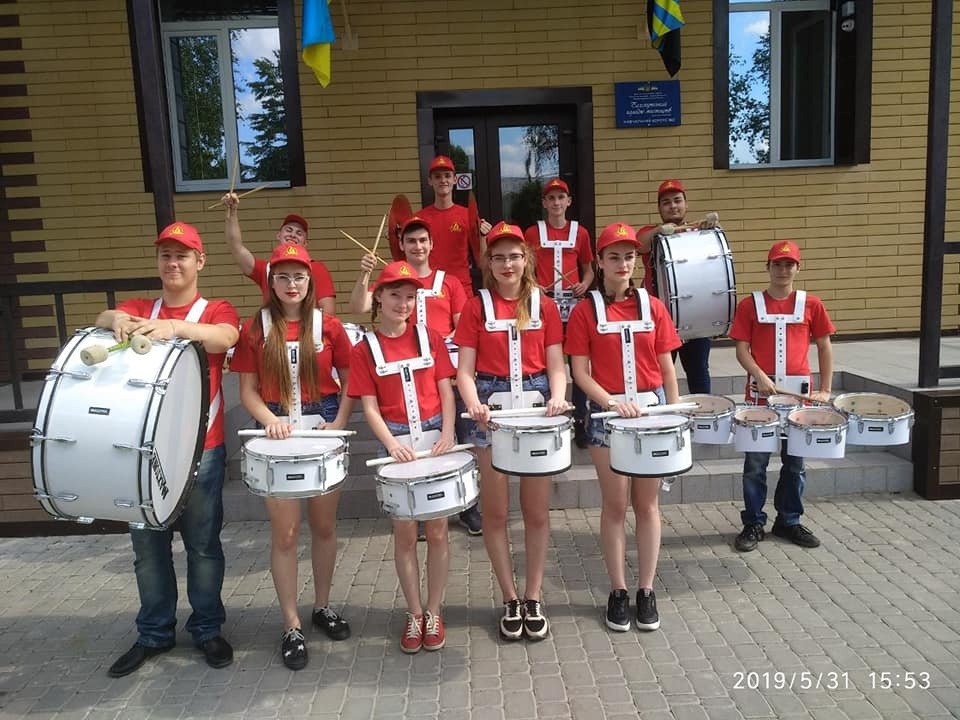
Драм-бенд "TacTon"